# Helianthemum croceum
Helianthemum croceum là một loài thực vật có hoa trong họ Nham mân khôi. Loài này được (Desf.) Pers. mô tả khoa học đầu tiên năm 1806.

## Hình ảnh

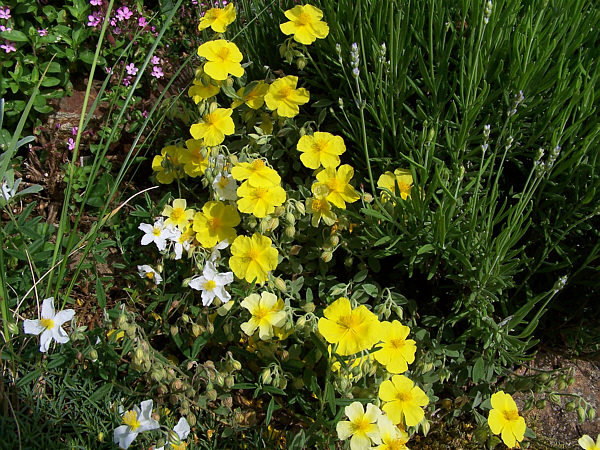